# Socket 479
Socket 479 — роз'єм для мобільних мікропроцесорів виробництва компанії Intel, Pentium M, Celeron M та Tualatin-M Pentium III, що, зазвичай, використовуються у лептопах. Офіційні назви компанії Intel цього роз'єму — mFCPGA та mPGA479M. Не зважаючи на наявність в імені числа 479, процесори Pentium M для цього роз'єму використовували лише 478 контактів.
Він використовує для передачі живлення різні з рознімом Socket 478 контакти, що робить його непридатним для використання процесорів Pentium M на звичайних 478-рознімних платах, однак механічно Pentium M підходить і для роз'єму Socket 478. З цієї причини, компанія Asus розробила материнські плату (CT-479), що дозволяє використовувати процесори для Socket 479..
|                     | |
| Адаптер Asus CT-479 | Порівняння процесорів Dothan (Pentium M SL7SM) (зліва) та Yonah (Core Duo) (зправа). Обидва ціпи мають 478 контактів, однак, їхнє розташування різниться. |

Нині, компанія Intel випупустила нову версію роз'єму Socket 479 з переглянутим pinout для своїх процесорів Intel Core під назвою Socket M. У цьому роз'ємі змінене розташування одного розніму, з метою недопустити під'єднання до нього старих процесорів.